# 布瑟纳克
布瑟纳克（法語：Boussenac）是法国阿列日省的一个市镇，属于圣吉龙区（Saint-Girons）马萨县（Massat）。该市镇2009年时的人口为214人。

## 人口
布瑟纳克人口变化图示
| 数据来源：INSEE |